# 외로운 늑대
외로운 늑대는 모든 외부 명령 구조와 그룹에서 자료 및 정보를 지원받지 않은 채 일부 그룹, 운동, 이데올로기를 지지하는 테러를 포함한 폭력적 행위를 준비하거나, 저지른 사람을 뜻한다.
미국의 법률적 맥락에서, 외톨이 늑대는 외국 첩보 감시법(Foreign Intelligence Surveillance Act)에 의해 미국의 테러법에 속하지 않은 폭력 뿐이 아닌 모든 폭력 행위를 포함하는 것을 염두에 두고 감시하고 있다. 또한, 외톨이 늑대는 이렇게 단순한 기준(실제 비용이 아닌 "합리적 믿음")으로서 정의할 수 있다. 상당한 근거(Probable cause)가 필요치 않다.

## 용어의 기원
반명예훼손 연맹(Anti-Defamation League, ADL)에 따르면, "외톨이 늑대"라는 용어는 1990년대 백인우월주의자 알렉스 쿨럭스(Alex Curtis)와 톰 메츠거(Tom Metzger)가 처음 사용했다. 매츠거는 지상 조직에 반대하고 지하 활동이나 세포 조직을 옹호하며 "익명으로 정부 또는 다른 표적을 공격하는 전사는 혼자 또는 소규모 그룹으로 활동해야 한다"라고 예상했다. 그는 이 전사를 "외로운 늑대"라고 불렀다.

## 현재 사용
외톨이 늑대라는 용어는 현재 미국 사법 기관과 미디어가 개인이 테러 조직 명령 구조 밖에서 활동하는 형태로 부른다. FBI와 샌디에이고 경찰의 커티스 조사는 그가 다른 백인우월주의자의 격려로 "외로운 늑대"로써 행동했다고 말함으로써 외로운 늑대 작전으로 불리게 되었다.
외톨이 늑대라고 불리는 사람들은 극단주의 단체의 이데올로기 또는 철학적 신념 등을 실현하기 위해 어떤 외부 명령이나 방향성 없이 자신만의 의지로 행동한다. 외톨이 늑대의 전술과 방법은 전적으로 자신의 생각으로 실현한다. 커티스가 기술한 전술 등과 같은 많은 경우에서 외톨이 늑대들은 자신의 사상과 동일시하는 단체 또는 개인 연락처 또한 가지고 있지 않은 경우가 많다. 따라서, 일상적인 테러 감시 체계에 잘 잡히지 않기 때문에 외톨이 늑대에 대한 반테러리즘 공무원에 대한 대응은 더욱 어렵다.
미국에서 외톨이 늑대들은 조직적 단체보다 더욱 큰 위협을 받는다. 크리스천 사이언스 모니터에 따르면, "전문가들은 9·11 테러를 제외하고 미국의 주요 테러 공격의 원인은 오클라호마시티 폭탄 테러의 주동범인 티머시 맥베이나 워싱턴의 스나이퍼 사건을 일으킨 존 앨런 무하마드와 같은 개인에 의한 공격이 더 클 것이라고 말한다"라고 밝혔다.
일부 단체들은 적극적으로 외톨이 늑대 공격을 지지한다. 임신 중절에 반대하는 공격적 단체인 신의 군대는 단체 구성 원리로 지도자 없는 저항을 이용한다. 뉴욕 타임즈에 따르면, 보스턴 마라톤 폭발 사건의 뉴스 분석에서 알카에다의 사미르 칸이 발간하는 인스파이어에 영감을 받아 개인의 테러를 조장하고 온라인에서 폭탄 제조법을 올린다고 말했다.

## 같이 보기
- 지도자 없는 저항 (en:Leaderless resistance)
- 비밀 세포 시스템 (en:Clandestine cell system)
- 2016년 올랜도 나이트클럽 총기 난사 사건